# Skallbergssjön
Skallbergssjön är en sjö i Sunne kommun och Torsby kommun i Värmland och ingår i Göta älvs huvudavrinningsområde. Sjön har en area på 1,8 kvadratkilometer och ligger 186,5 meter över havet. Sjön avvattnas av vattendraget Rottnan.

## Delavrinningsområde
Skallbergssjön ingår i det delavrinningsområde (666532-133635) som SMHI kallar för Utloppet av Skallbergssjön. Medelhöjden är 230 meter över havet och ytan är 8,29 kvadratkilometer. Räknas de 13 avrinningsområdena uppströms in blir den ackumulerade arean 453,9 kvadratkilometer. Rottnan som avvattnar avrinningsområdet har biflödesordning 3, vilket innebär att vattnet flödar genom totalt 3 vattendrag innan det når havet efter 356 kilometer. Avrinningsområdet består mestadels av skog (75 procent). Avrinningsområdet har 1,79 kvadratkilometer vattenytor vilket ger det en sjöprocent på 21,5 procent.